# 12e Convention nationale acadienne
La XIIe convention nationale acadienne a lieu en 1957 à Memramcook, au Nouveau-Brunswick (Canada).
Le but principal de cette édition fut de déterminer l'avenir de la Société Nationale de l'Assomption. Une nouvelle constitution est établie et de nombreux changements sont adoptés parmi lesquels l'établissement d'un secrétariat permanent, la création d'un conseil d'administration et un changement de nom, la Société nationale de l'Assomption devenant la Société nationale des Acadiens.